# Selbstschutz

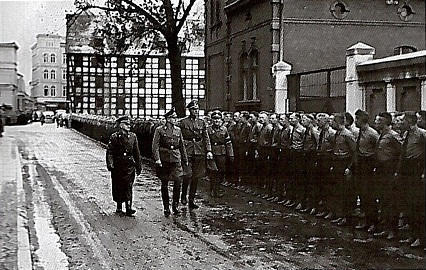
Inspección de una unidad Selbstschutz en Bydgoszcz (en alemán Bromberg), Polonia. Desde la izquierda: Josef Meier, líder de la Selbstschutz en Bydgoszcz; Werner Kampe, nuevo líder de las SS de Bydgoszcz; y Ludolf von Alvensleben, líder de la Selbstschutz en Pomerania.

Las Unidades de Autodefensa (en alemán: Volksdeutscher Selbstschutz) es el nombre dado a las diferentes unidades de autoprotección étnico-alemanas formadas tanto después de la Primera Guerra Mundial como antes de la Segunda Guerra Mundial.
La primera Selbstschutz fue una organización paramilitar alemana formada después de la Primera Guerra Mundial para alemanes étnicos que vivían fuera de Alemania en los territorios ocupados por Alemania y Austria-Hungría tras la conclusión del Tratado de Brest-Litovsk. El propósito de estas unidades era proteger a las comunidades locales de origen étnico-alemán e, indirectamente, servir a los intereses de seguridad alemanes en el sur de Ucrania. Otra unidad de la Selbstschutz se estableció en Silesia y tuvo como objetivo devolver a Alemania los territorios habitados por los polacos después del renacimiento de Polonia. En 1921, unidades de la Selbstschutz participaron en las luchas contra el Tercer Levantamiento de Silesia en Polonia.
La tercera unidad operó en territorios de Europa Central y Oriental antes y después del comienzo de la Segunda Guerra Mundial, especialmente en Polonia, la Ciudad Libre de Danzig, Checoslovaquia y Ucrania.
En 1938, la Selbstschutz local inició una campaña en los Sudetes Checoslovacos para subyugar a los checos locales antes de la Conferencia de Múnich. Durante la Invasión de Polonia de 1939, varias unidades similares realizaron acciones de sabotaje dirigidas por los emisarios entrenados en la Alemania nazi. Estos grupos se fusionaron oficialmente en una sola organización, de carácter étnico-alemán denominada Volksdeutscher Selbstschutz (Fuerza de autodefensa) de más de 100,000 hombres. Tomaron parte en la lucha contra los polacos con estrategias como la Quinta Columna, pero también sirvieron como fuerzas auxiliares de la Gestapo, las SS y SD durante las primeras etapas de la ocupación de Polonia, y ayudaron a la administración nazi en el recién formado Reichsgau Danzig-Westpreußen y Reichsgau Wartheland. Sirvieron como controladores locales, informadores y miembros de escuadrones de ejecución particularmente activos en la ola de asesinatos en masa de la intelectualidad polaca durante la Operación Tannenberg y otras atrocidades más locales y vengativas. Los asesinatos de polacos y judíos atribuidos específicamente a miembros de Volksdeutsche Selbstschutz se estiman en un mínimo de 10,000 hombres, mujeres y niños. La fuerza se disolvió en el invierno 1939/40 y la mayoría de sus miembros se unieron a las SS o la Gestapo alemanas en la primavera del año siguiente.

## Unidades menonitas posteriores a la Primera Guerra Mundial
Después de la ocupación de Ucrania por parte de las fuerzas alemanas y austrohúngaras en 1918, las autoridades de ocupación alemanas ayudaron a establecer unidades Selbstschutz extraídas de las numerosas comunidades étnicas germanas en el sur de Ucrania. La Selbstschutz ayudó a servir a los intereses de seguridad alemanes en Ucrania tras el Tratado de Brest-Litovsk. Menonitas rusos se incluyeron en este programa y los miembros fueron seleccionados de las colonias menonitas Molotschna y Chortitza con entrenamiento y armamentos proporcionados por el ejército imperial alemán. Antes del final de la ocupación, los soldados alemanes supervisaron la creación de varias unidades de la Selbstschutz, dejando armas, municiones y algunos oficiales para comandar a los grupos. Junto con una colonia alemana luterana vecina, los jóvenes de Molotschna formaron veinte compañías con un total de 2.700 miembros de infantería y 300 de caballería. Durante la Guerra Civil Rusa, estas fuerzas lograron inicialmente detener las fuerzas del anarquista Nestor Makhno hasta marzo de 1919. Sin embargo, los grupos de autodefensa fueron finalmente sobrepasados y obligados a retirarse y disolverse cuando los partidarios de Makhno se aliaron y fueron reforzados por el Ejército Rojo. A medida que avanzaba la guerra civil rusa, algunos menonitas se integraron en batallones étnicos del Ejército de Voluntarios dentro del Ejército Blanco de Rusia.
El intento de defender las aldeas partió de la tradicional enseñanza menonita de no resistencia y fue desaprobado por muchos colonos. Otros consideraron el colapso de la autoridad gubernamental efectiva como justificación suficiente para la creación de unidades de autodefensa. Este sentimiento fue reforzado por atrocidades horribles cometidas por bandas anarquistas contra las comunidades menonitas.
Si bien las unidades de Selbstschutz tuvieron cierto éxito en proteger a las comunidades menonitas de nuevas atrocidades y en proporcionar tiempo para que la población civil huyera a las áreas en poder de las fuerzas blancas rusas, el abandono de la no resistencia demostró ser altamente divisivo. Algunos creyeron que las acciones de defensa personal podrían haber inflamado las atrocidades anarquistas cometidas contra los civiles menonitas. Como resultado, las posteriores conferencias y delegaciones de la iglesia condenaron oficialmente las medidas de autodefensa como un "grave error".

## Silesia y Polonia
La milicia Selbstschutz también estuvo activa en Silesia en el lado alemán de los conflictos polaco/alemanes en el área. En 1921, sus unidades organizadas resistieron la rebelión polaca en el Tercer Levantamiento de Silesia; cuyo objetivo era separar la Alta Silesia de Alemania.

## Segunda Guerra Mundial

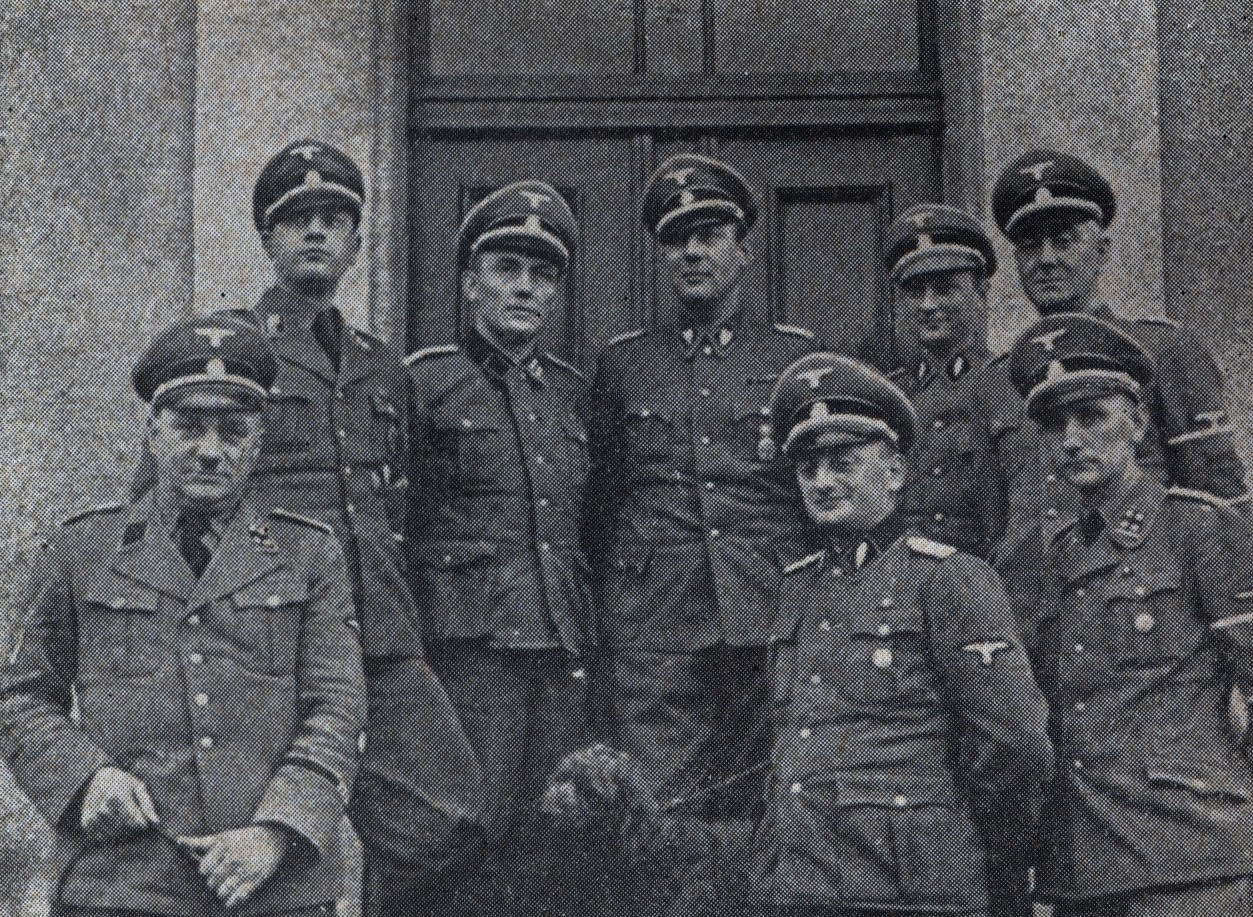
Jefes de la Selbstschutz listos para las SS-Aktionen en Gdansk, Pomerania.

Unidades de la Selbstschutz fueron reintroducidos a fines de la década de 1930 en Polonia y Checoslovaquia. Los activistas de la Selbstschutz trabajaron para adoctrinar a los alemanes étnicos a nivel local y cometer actos de terrorismo contra la población checa en los Sudetes.
En el período de entreguerras, organizaciones minoritarias alemanas en Polonia como el Jungdeutsche Partei, el Deutsche Vereinigung, el Deutscher Volksbund y el Deutscher Volksverband cooperaron activamente con la Alemania nazi a través del espionaje, el sabotaje, las provocaciones y el adoctrinamiento político. Mantuvieron un contacto cercano y fueron dirigidos por el NSDAP, la Auslandsorganisation, la Gestapo, la SD y la Abwehr. Se estima que el 25% de la minoría alemana en Polonia era miembro de estas organizaciones.
En octubre de 1938, los agentes de la SD estaban organizando la Selbstschutz en Polonia. Los alemanes étnicos con ciudadanía polaca fueron entrenados en el Tercer Reich en varios métodos de sabotaje y tácticas de guerrilla. Incluso antes de la guerra, los activistas de la Selbstschutz de Polonia ayudaron a organizar listas de polacos que luego serían arrestados o ejecutados en la Operación Tannenberg.
Con el inicio de la Invasión de Polonia el 1 de septiembre de 1939, unidades de la Selbstschutz se comprometieron con la hostilidad hacia la población polaca y el ejército, y realizaron operaciones de sabotaje para apoyar el ataque alemán contra el estado polaco. A mediados de septiembre, las actividades caóticas y autónomas de esta organización fueron coordinadas por oficiales de las SS. Himmler colocó a Gustav Berger, un oficial de la policía de Offenbach, a cargo de la organización y los comandantes de distrito en las zonas ocupadas creadas por el ejército alemán fueron colocados en su lugar - Prusia Occidental, Alta Silesia y Warthegau.
Si bien el liderazgo de las SS se limitó a supervisar las operaciones, las unidades locales permanecieron bajo el control de los alemanes étnicos que habían demostrado su compromiso al comienzo de la guerra.

## Participación en crímenes de guerra
La Selbstschutz estableció ubicaciones para masacres de polacos internados. En ocasiones, se organizaban en lugares donde la Wehrmacht y la Ordnungspolizei ya habían establecido campos de concentración. Hubo 19 lugares registrados en las siguientes ciudades polacas: Bydgoszcz (ver Bromberg-Ost), Brodnica (rebautizada como Estrasburgo), Chełmno (ver el campo de exterminio de Chełmno), Dorposz Szlachecki, Kamień Krajeński, Karolewo, Lipno (rebautizada como Lippe), Łobżenica, Nakło (Nakel), Nowy Wiec cerca de Skarszew, ahora en el Vístula, Piastoszyn, Płutowo, Sępólno Krajeńskie, Solec Kujawski (Schulitz), Tuchola (Tuchel), Wąbrzeźno (Briesen), Wolental, cerca de Skórcz y Wyrzysk (Wirsitz). La mayoría de los polacos arrestados, hombres, mujeres y jóvenes, fueron asesinados en estos lugares por los verdugos de la Selbstschutz.
Después de la invasión alemana de Polonia, la Selbstschutz trabajó junto con los Einsatzgruppen en el asesinato en masa de los polacos étnicos. Por ejemplo, tomaron parte en las masacres en Piaśnica, la primera "eliminación" de la inteligencia polaca. Entre 12.000 y 16.000 civiles fueron asesinados allí. La Intelligenzaktion (Acción de Inteligencia) tenía como objetivo eliminar el liderazgo de Polonia en el país. Las operaciones de asesinato comenzaron poco después del ataque a Polonia y duraron desde el otoño de 1939 hasta la primavera de 1940. Como resultado de la política genocida nazi, en 10 acciones regionales fueron asesinados 60,000 maestros, empresarios, terratenientes, trabajadores sociales, veteranos militares, miembros de organizaciones nacionales, sacerdotes, jueces y activistas políticos polacos. La Intelligenzaktion fue continuada por la operación alemana AB-Aktion en Polonia.
En Prusia Occidental, la organización Selbstschutz liderada por el SS-Gruppenführer Ludolf von Alvensleben tenía 17,667 hombres, y para el 5 de octubre de 1939 ya había ejecutado 4,247 polacos. En particular, Alvensleben se quejó a los oficiales de la Selbstschutz de que muy pocos polacos habían sido fusilados. Los oficiales alemanes le informaron que solo una fracción de los polacos habían sido "eliminados" en la región, y que el número total de personas ejecutadas en Prusia Occidental durante esta acción era de aproximadamente 20,000. Un comandante de la Selbstschutz, Wilhelm Richardt, dijo en Karolewo (Karlhof) que no quería construir grandes campamentos para polacos y alimentarlos, y que era un honor para los polacos fertilizar el suelo alemán con sus cadáveres. Hubo un entusiasmo visible por las actividades de la Selbstschutz entre los involucrados en la acción. Solo en un caso, un comandante de la Selbstschutz fue relevado del servicio luego de no poder terminar su trabajo con "sólo" 300 polacos ejecutados.
El número total de miembros de unidades de la Selbstschutz en Polonia es estimado por los historiadores en 82,000. Se ordenó que la organización se disolviera el 26 de noviembre de 1939 a favor del servicio con las SS, pero el trabajo continuó hasta la primavera de 1940. Entre las razones de la disolución se encuentran la corrupción extrema dentro de la Selbstschutz, el comportamiento desordenado y los conflictos con otras organizaciones, así como el uso excesivo de la fuerza.
La existencia de una gran organización paramilitar de alemanes étnicos con ciudadanía polaca involucrada en masacres generalizadas de polacos étnicos en el curso de la guerra alemana contra Polonia fue una de las razones de la expulsión de alemanes después de la guerra. Una descripción de la participación de Selbstschutz está disponible en el Museo Estatal de Polonia en Sztutowo.